# Cyril Offord

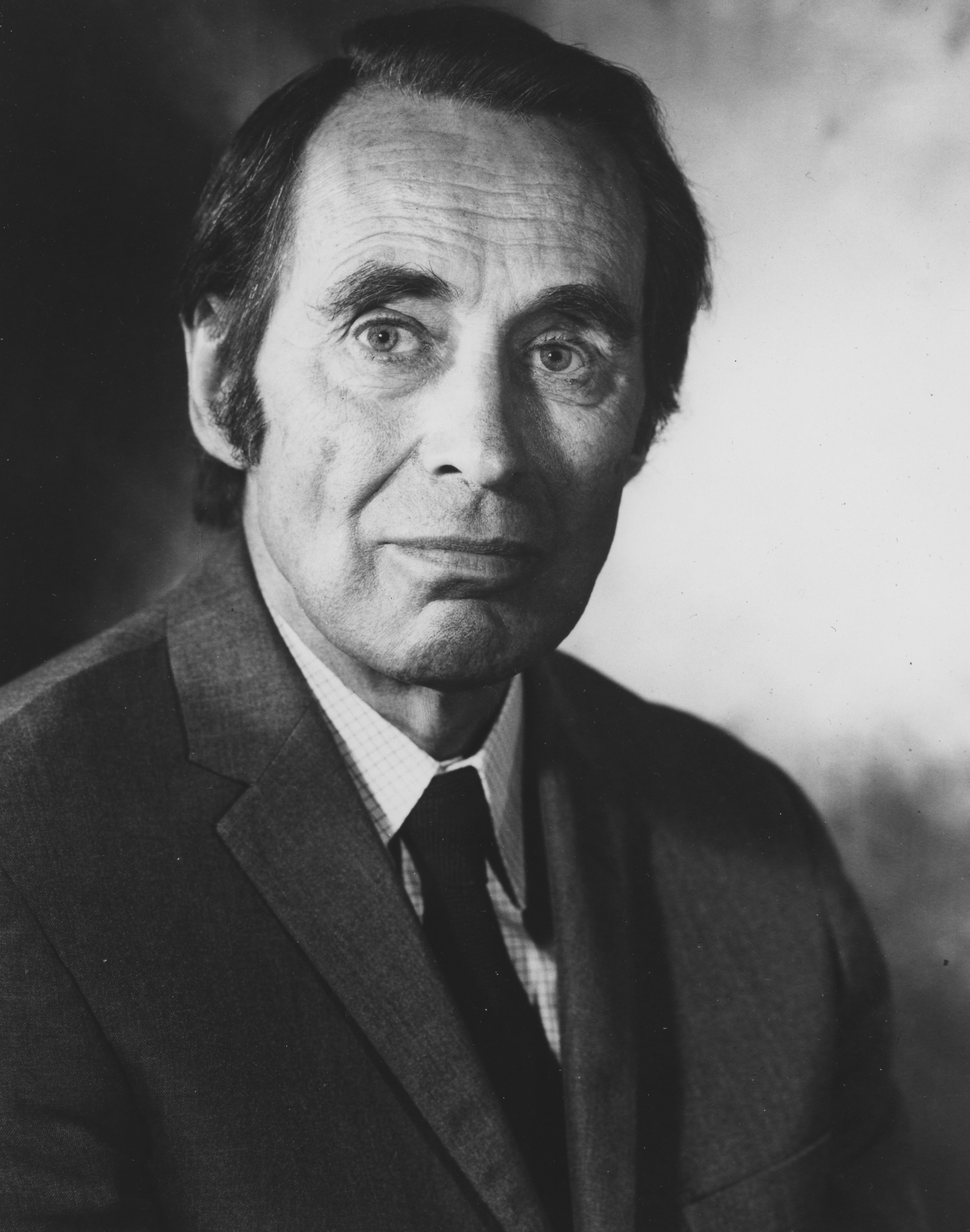
Cyril Offord

Albert Cyril Offord (* 9. Juni 1906 in London; † 4. Juni 2000 in Oxford) war ein britischer Mathematiker.

## Leben
Offords Vater Albert Edwin Offord war Druckermeister im Verlag Eyre und Spottiswoode, seine Mutter Hester Louise gab ihre Karriere als Opernsängerin nach der Heirat auf. Offord besuchte die Hackney Downs Grammar School und studierte Mathematik am University College London und der University of Cambridge (St. John`s College), wo er Schüler bzw. Mitarbeiter von John Edensor Littlewood und Godfrey Harold Hardy war. Erste Publikationen erfolgten 1932. In Cambridge arbeitete er mit Lancelot Bosanquet, Einar Hille und Jacob David Tamarkin zusammen. 1937 wurde er Fellow am St. Johns College in Cambridge. Ab 1940 lehrte er als Assistant Lecturer am University of Wales in Bangor und ab 1942 als Lecturer an der späteren University of Newcastle (damals King’s College in Newcastle-upon-Tyne), an der er 1945 Professor wurde. 1948 wurde er Professor am Birkbeck College der University of London und 1966 Professor auf dem neu geschaffenen Lehrstuhl für Mathematik der London School of Economics. Ein Hauptgrund für den Wechsel an den neu geschaffenen Lehrstuhl an der London School of Economics war, dass er mit dem Schwerpunkt in klassischer angewandter Mathematik und dem entsprechenden für die Abschlüsse geforderten Curriculum nicht einverstanden war. Auf dem neuen Lehrstuhl auf der den Sozialwissenschaften gewidmeten London School of Economics setzte er die Schwerpunkte Statistik und Informatik. 1973 ging er in den Ruhestand und wurde Senior Research Fellow am Imperial College in London. 1980 zog er nach Oxford.
Er befasste sich mit Analysis. Seine ersten Arbeiten waren in Fourieranalysis (Summierbarkeit von Fourierreihen, Fourier- und Hankeltransformation) und Summierbarkeit von Potenzreihen.  1936 hielt er einen Vortrag auf dem Internationalen Mathematikerkongress in Oslo (The uniqueness of the representation of a function by a trigonometric integral) und ebenso 1950 in Harvard (Spaces of integral functions). 1938/39 veröffentlichte er mit Littlewood eine Reihe von Arbeiten über die Anzahl reeller Wurzeln einer zufälligen algebraischen Gleichung (das heißt mit Zufallsvariablen als Koeffizienten). Das Thema war auch Gegenstand einer Arbeit mit Paul Erdős. Außerdem untersuchte Offord teilweise mit Littlewood die Werteverteilung von ganzen Funktionen, deren Taylorkoeffizienten eine zufällige Verteilung der Vorzeichen hatten. Er kam auf dieses Arbeitsgebiet auch 1965 und 1995 zurück. Mit diesen Arbeiten war er einer der Pioniere der probabilistischen Analysis.
Als Lehrstuhlinhaber holte er Werner Rogosinski und Walter Hayman nach Newcastle, wo sie ein Seminar über Nevanlinnatheorie abhielten, und David Cox und Roger Penrose an das Birkbeck College in London.
Offord war schon in den 1930er Jahren politisch aktiv. Er gehörte einer Gruppe von Friedensaktivisten an (Science for Peace) und war in der frühen Phase des späteren Aid of Refugee Academics (Cara) tätig (damals Academic Assistance Council), die Akademikern half die Schutz vor Verfolgung suchten. Außerdem engagierte er sich in einer Gesellschaft für die Freundschaft mit dem kommunistischen China und besuchte mehrfach China als das noch nicht so ohne Weiteres für Personen aus dem Westen möglich war.
Er war Fellow der Royal Society of Edinburgh (1946) und der Royal Society (1952).
1945 heiratete er die Anglistin Marguerite Yvonne Pickard, die eine der Bearbeiter des Oxford Dictionary war. Mit ihr hatte er eine Tochter. Sein Hobby waren sein Garten und Kammermusik.